# Новак, Йенни
Йенни Новак (нем. Jenny Nowak; род. 20 августа 2002, Куневальде, Саксония) — немецкая лыжница, выступающая в лыжном двоеборье. Двукратный серебряный призёр чемпионатов мира в смешанном командном турнире, двукратная чемпионка мира среди юниоров.

## Карьера
Йенни Новак представляла Германию на зимних юношеских Олимпийских играх 2020 года, где заняла 3-е место в индивидуальных соревнованиях по лыжному двоеборью среди девушек, награждена бронзовой медалью. В 2020 и 2022 годах становилась победителем чемпионата мира среди юниорок.
18 декабря 2020 года Новак приняла участие в первом в истории этапе Кубка мира, который состоялся в австрийском Рамзау-ам-Дахштайн, заняла 13-е место.
На чемпионате мира 2021 года в Германии, выступила в индивидуальной гонке по системе Гундерсена. В итоговом протоколе стала 18-й.
В 2023 году, на чемпионате мира в Словении, немецкая лыжница в индивидуальных соревнованиях двоеборок пришла к финишу одиннадцатой, а в смешанном командном турнире завоевала серебряную медаль.
В сезоне 2024/2025 года, в феврале 2025 года, Йенни впервые в карьере поднялась на подиум этапа Кубка мира. В Отепя в масс-старте стала третьей.
На чемпионате мира 2025 года в Тронхейме в смешанном командном турнире в составе немецкой команды стала обладательницей серебряной медали. 

### Чемпионат мира
- 1 медаль (1 серебро)

| Год                                       | Возраст | NH      |
| ----------------------------------------- | ------- | ------- |
| Планица 2023, смешанный командный турнир  | 20      | Серебро |
| Тронхейм 2025, смешанный командный турнир | 20      | Серебро |